# 10-idrossidiidrosanguinarina 10-O-metiltransferasi
La 10-idrossidiidrosanguinarina 10-O-metiltransferasi è un enzima appartenente alla classe delle transferasi, che catalizza la seguente reazione:
S-adenosil-L-metionina + 10-idrossidiidrosanguinarina ⇄ S-adenosil-L-omocisteina + diidrochelirubina
Questa reazione è aperta: la via per la sintesi degli alcaloidi benzofenantridine nelle piante.